# 西エストニア諸島
西エストニア諸島（エストニア語: Lääne-Eesti saarestik）はエストニア西部、バルト海とリガ湾の間にある群島である。サーレマー島、ヒーウマー島、ヴォルムシ島、ムフ島および周辺の小さな島々からなる。
一帯は温帯の針葉樹林のタイガと広葉樹林の移行帯に位置し、マツ林、トウヒ属と落葉樹の混合林、ビャクシン属と海岸草地、湿地とボグが存在し、アルヴァルと呼ばれる石灰岩の上の薄い土壌に生えるトウヒ属、マツ属またはカバノキ属の森林もある。1990年にユネスコの生物圏保護区に指定された。また、ヒーウマー島とサーレマー島にはヨーロッパミンクが生息しており、島々の周辺にはラムサール条約に登録されている地域もある。